# Davidson College
Davidson College è un college privato statunitense, situato a Davidson, nella Carolina del Nord. Il nome del college, come d'altronde della stessa città, deriva dal generale William Lee Davidson, attivo durante la Guerra di indipendenza. Esso fu fondato nel 1837 dai Presbiteriani.
È stata frequentata anche dal cestista NBA Stephen Curry.